# Füredi Oszkár
Füredi Oszkár (Sopron, 1890. november 3. – Sopron, 1978. január 21.) építész.

## Élete
Füredi (Fleischmann) Sándor (1851–1929) orvos és Goldberg Johanna (1859–1944) gyermekeként született zsidó családban. Két testvére volt, Jenő (1883–1959) orvos és Artúr. Tanulmányait a Soproni Magyar Királyi Állami Főreáliskolában kezdte, majd a budapesti József Műegyetemen folytatta. Egyetemi tanulmányait a Müncheni Képzőművészeti Akadémián fejezte be, ahol 1912-ben szerzett építészmérnöki oklevelet. Gyakorló éveit Carl Hocheder müncheni irodájában töltötte, illetve később Hamburgban John Herbert Rosenthal építésznél dolgozott. Időközben megnyert egy nagyobb pályázatot a Vereinigte Münchener Brauereitől, 1913-ban pedig megtervezett a Douhou számára egy nagy szanatóriumot. Erich Mendelssohnnal együtt egy königsbergi városrendezési, illetve tíz kialakítási pályázaton vett részt sikerrel 1914 elején, később kis lakás-együtteseket épített. 
1914-ben hazatért és mint hadnagy, részt vett az első világháborúban. A háború idején az orosz fronton hidakat épített. 1917-ben súlyosan megbetegedett egy tífuszjárvány következtében és 1918 nyarán leszerelt. Még ugyanebben az évben megnyerte a soproni munkáslakásokra kiírt tervpályázatot és ettől kezdve építőmesterként, illetve építészként dolgozott Sopronban. 1919 januárjában a Magyar Mérnök- és Építész-Egylet soproni osztálya felvette az Egylet tagjai közé. A Tanácsköztársaság idején állást vállalt a Sopron vármegyei és városi építési direktóriumban, aminek következtében az Egylet 1922-ben kizárta tagjai sorából. 1945-ig nem kaphatott állami megbízást, így megbízói főleg magánszemélyek és vállalkozók voltak. Elsősorban soproni épületeket tervezett, de külföldön is keresett építész volt: az ebenfurthi iskolaépület és a vasutas munkásházak tervezésével első díjat nyert. Abbáziában modern panziót, Bécsben több villát tervezett és épített. 
A német megszállást követően hónapokig Pénzes Pál bányaács rejtegette Brennbergbányán, azonban 1945 januárjában egy besúgó ténykedésének következtében a nyilasok elfogták. Három hónapot Sopronkőhidán töltött, ahol súlyos betegen szabadult fel. Édesanyját, nyolcvanöt éves korában Auschwitzba deportálták, ahol életét vesztette.
A felszabadulás után megalakult a Soproni Zsidók Szövetsége, amelynek alelnökévé választották. 1949. február 1-jétől kinevezték a Sopron vármegye Építésügyi Igazgatóság élére. A következő év szeptemberétől a Győri Tervező Vállalat soproni fiókjának kiemelt tervezőjeként dolgozott egészen nyugdíjazásáig. Részt vett a háború utáni helyreállítási munkákban, az ő nevéhez köthető az Orsolya téri Lábasház rekonstrukciója.
1978. január 21-én hunyt el Sopronban. Sírja a soproni neológ izraelita temetőben található.

## Családja
Első házastársa Rawitscher Gyula kreutzburgi rabbi és Schwarczbach Henriette lánya, Zsófia (1888–?) volt, akit 1924-ben vett nőül. Később elváltak. Második feleségével, Bauch Erzsébet Jozefával (Guntramsdorf, Ausztria, 1906 – Sopron, 1985) 1938-ban kötött házasságot. Gyermekei nem születtek.

## Munkái
- Koronázási emlékmű. Felállítás: 1915, Sopron
- Fischer Emil lakóháza, Sopron, 1921
- Gergely István bankigazgató háza, Sopron, 1922
- Madarász Imre villája, Bécs, 1923
- Az első világháború hősi halottainak emlékműve, Soproni izraelita temető, 1923
- Talmud-Túra iskolaépület (belső kialakítás, bútorzat is) a Soproni Autonóm Ortodox Izraelita Hitközség megbízásából, a Paprét 26. szám alatti épülete, 1923
- Csengery utcai munkáslakóház, Sopron, 1925 (műemlék)
- Hat tantermes népiskola, Brennbergbánya, 1925–1927
- Óvoda, Brennbergbánya, 1928
- Bányásztemplom (Szent Borbála-templom), Brennbergbánya
- Soproni Zsidó Polgári Otthon (mai Csatkai Endre utcában), Sopron, 1930–1931
- Lakóház, Lackner Kristóf u. 14., Sopron, 1932 (Stricker Jakab soproni ügyvéd részére)
- Hunyadi utca 32., lakóház, Sopron, 1933 (Bettelheim Lipót részére)
- Balogh Kovács Sándor (ma Mikoviny) út 40., lakóház, Sopron, 1934 (Horn Vilmos részére)
- Fenyves sor 10., lakóház, Sopron (Prickler János részére)
- Lőver uszoda bővítése, Sopron, 1934
- Hatlakásos lakóépület, Damjanich u. 1., Sopron, 1936–1937
- Hernfeld panzió, Deákkúti út, Sopron, 1937
- Deák téri sarokház, Mátyás király u. 17., Sopron, 1938
- Deák tér 49., társasház, Sopron, 1938
- Drobnits villa Sopron Károlymagaslati út 10. 1942.

## Díjai, elismerései
- Bronz Érdemérem Kardokkal
- a Koronás Arany Érdemkereszt
- a Károly Csapatkereszt
- Háborús Emlékérem

## Emlékezete
- Füredi Oszkár sétány (Sopron)